# Сантімаміньє
43°20′48″ пн. ш. 2°38′12″ зх. д. / 43.34667° пн. ш. 2.63667° зх. д.

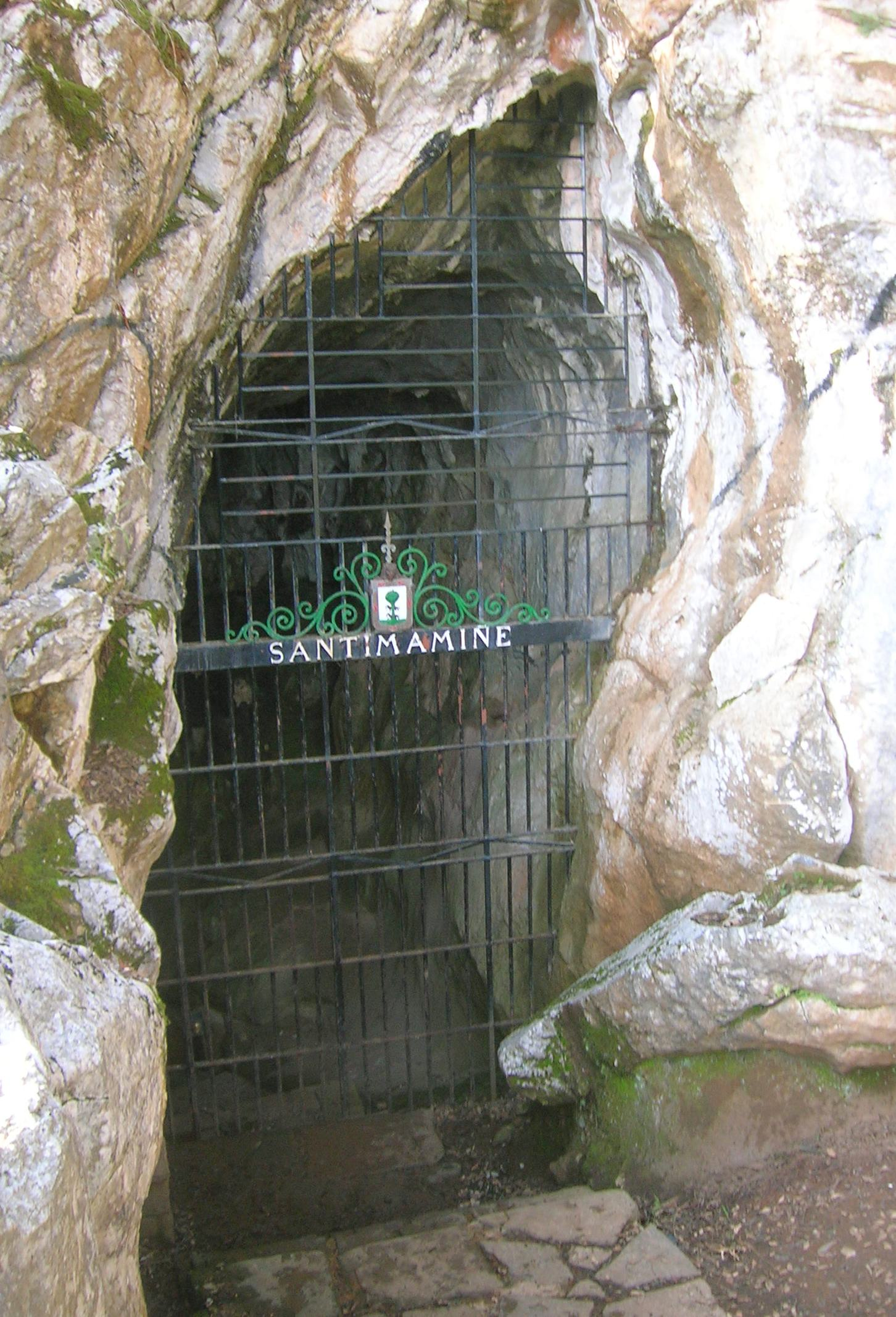
Вхід до печери.

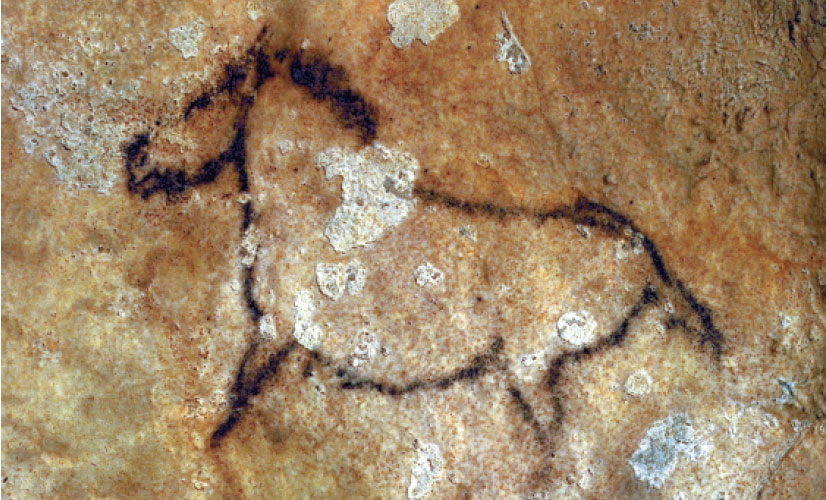
Зображення коня у печері Сантімаміньє

Печера Сантімаміньє (баск. Santimamiñe) знаходиться в естуарії Урдайбай (Urdaibai), муніципалітет Кортесубі, провінція Біскайя, Країна Басків. Це одна з найважливіших археологічних пам'яток Країни басків, де представлена майже безперервна послідовність археологічних культур від середнього палеоліту (неандерталська мустьєрська культура) до залізної доби.
Найпримітнішими є печерні малюнки мадленської культури, що зображують бізонів, коней, кіз і оленів.

## Ресурси Інтернету
- Вікісховище має мультимедійні дані за темою: Сантімаміньє
- Cueva de Santimamiñe información para visitantes [Архівовано 8 березня 2022 у Wayback Machine.]
- Cueva de Santimamiñe
- Estudio de control y seguimiento medioambiental de Santimamiñe [Архівовано 5 листопада 2011 у Wayback Machine.]
- Cueva de Santimamiñe [Архівовано 15 жовтня 2014 у Wayback Machine.]
- Información sobre Santimamiñe